# Alchemilla procumbens
Alchemilla procumbens là loài thực vật có hoa trong họ Hoa hồng. Loài này được Rose mô tả khoa học đầu tiên năm 1906.